# Strofa spenserowska
Strofa spenserowska (ang. Spenserian stanza) – typ strofy składającej się z dziewięciu wersów, w tym ośmiu jambicznych pięciostopowych i jednego sześciostopowego, rymowanych ababbcbcc. Ten układ strofy wiersza charakterystyczny był dla angielskiego poety Edmunda Spensera, w którego twórczości po raz pierwszy się pojawił. Najstarszym świadectwem użycia tej formy jest The Faerie Queene (1596). Strofą spenserowską posługiwali się liczni poeci angielscy w tym Robert Southey, George Gordon Byron (Wędrówki Childe Harolda), Percy Bysshe Shelley (The Revolt of Islam, Adonais) i John Keats (Wigilia świętej Agnieszki). W Polsce używali jej Juliusz Słowacki i Jan Kasprowicz.
Patrz! przy zachodzie, jak z Sekwany łona
Powstają gmachy połamanym składem,
Jak jedne drugim wchodzą na ramiona,
Gdzieniegdzie ulic przeświecone śladem.
Gmachy skręconym wydają się gadem,
Zębatą dachów łuską się najeża.
A tam — czy żądło oślinione jadem?
Czy słońca promień? czy spisa rycerza?
Wysoko — strzela blaskiem ozłocona wieża.
(Juliusz Słowacki, Paryż)
Jan Kasprowicz przełożył również fragmenty poematu Spensera.
W Czechach strofą spenserowską posługiwał się Jaroslav Vrchlický:
Chaos! Chaos! — Kdo postihne ty látky,
jež v bezbarvé tu leží ve směsici,
kde asi plyne základ země matky,
kde lávy proud a skály ku měsíci,
kde prvky světla v ohon vlasatici?
Chaos, chaos... jen tma a tma kol čirá,
obrovské světy ve hlubinách spící,
kde stěžeje, na nichž se země vzpírá,
kde oheň věčný jest, jejž ve svém nitru svírá.
(Stvoření světa)